# Brad Phillips

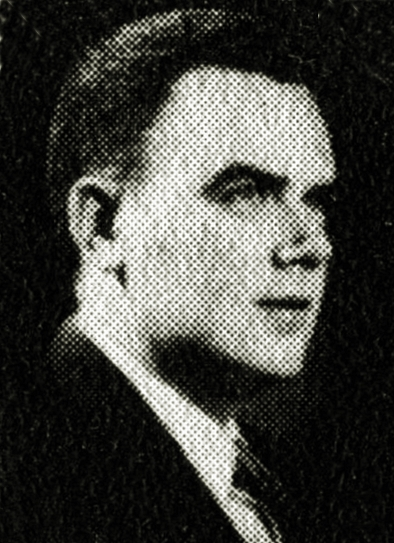
Brad Phillips (1960)

Elton Bradford “Brad” Phillips (* 20. Oktober 1925 in Lansing, Michigan; † 23. November 2009 in Seattle, Washington) war ein US-amerikanischer Politiker der Republikanischen Partei, der unter anderem bei der Wahl am 25. November 1958 Kandidat der Republikaner für das Amt des Vizegouverneurs von Alaska sowie zwischen 1969 und 1970 Präsident des Senats von Alaska war.

## Leben

### Zweiter Weltkrieg, Studien und Touristikmanager
Elton Bradford „Brad“ Phillips leistete während Zweiten Weltkrieges zwischen 1943 und 1946 Militärdienst in den US Army Air Forces und begann daraufhin ein grundständiges Studium an der University of Miami, welches er mit einem Bachelor of Arts (BA) beendete. Anschließend zog er nach Fairbanks, wo er 1950 an der University of Alaska, an der er ein Studium der Wirtschaftswissenschaften und Betriebswirtschaftslehre ebenfalls mit einem Bachelor beendete. Während seiner Zeit in Fairbanks arbeitete er an der Entwicklung eines Goldbaggers für die Alaska Copper and Mining Co. und als Sightseeing-Fahrer und Führer für das damals noch junge Unternehmen Westours. Kurz zog zurück in die „Lower 48“ und begann ein postgraduales Studium der Fachrichtung Industriemanagement an der Cornell University, das er 1951 mit einem Master of Arts abschloss. 1952 begann er seine lebenslange Karriere im Tourismus in Alaska. Er wurde Regionalmanager von Arctic Alaska Tours und später Verkaufsmanager von Alaska Airlines. Daneben besaß und betrieb er ein Reisebüro, Restaurants, Motels und Bars sowie eine Versicherungsagentur in Anchorage und Fairbanks. Er war ein Pionier des Tourismus in Alaska Panhandle sowie im Prinz-William-Sund und betrieb ab 1958 das Ausflugsschiff M/V Gypsy zwischen Valdez und Whittier, welches in der Flutwelle nach dem Karfreitagsbeben am 27./28. März 1964 verlorenging. Zugleich begann er sein politisches Engagement in der Republikanischen Partei in der Kommunalpolitik und war von 1956 bis 1960 Mitglied des Stadtrates von Anchorage. 1958 wurde er mit dem Distinguished Service Award der Junior Chamber International, für die er sich als Jaycee in Anchorage engagierte.

### Erfolglose Kandidatur als Vizegouverneur(Secretary of State), Senator und Senatspräsident
Nach der Erarbeitung der Verfassung von Alaska, die am 4. April 1956 ratifiziert wurde und mit Aufnahme Alaskas in die USA als US-Bundesstaat am 3. Januar 1959 in Kraft trat, war Phillips bei der Kandidatur des republikanischen Bewerbers für das Amt des Gouverneurs bon Alaska bei der Wahl am 25. November 1958, John Butrovich, dessen „Running Mate“ für das Amt des Secretary of State, was seit 1970 dem Amt des Vizegouverneurs von Alaska entspricht. Butrovich unterlag aber dem Gouverneurskandidaten William Allen Egan von der Demokratischen Partei, men 29.189 Stimmen (59,61 Prozent) entfielen, und dessen Kandidaten für das Amt des Secretary of State Hugh Wade.
Er selbst wurde dann am 11. August 1960 erstmals Mitglied des Senats von Alaska, des Oberhauses der Alaska Legislature, und gehörte diesem nach seinen Wiederwahlen am 11. März 1964 und 11. August 1966 bis 1970 an. Am 11. Februar 1969 wurde er als Nachfolger seines Parteifreundes John Butrovich zum Präsidenten des Senats gewählt und bekleidete das Amt bis 1970, woraufhin der spätere Gouverneur Jay Hammond ihn ablöste.
Nach seinem Ausscheiden aus dem Senat absolvierte Brad Phillips ein Studium der Rechtswissenschaften an der California Western University, welches er 1974 mit einem Juris Doctor abschloss, und war nach einer Zulassung bei der Anwaltskammer von Alaska (Alaska State Bar) als Rechtsanwalt in Anchorage tätig. Gleichzeitig begann er mit seiner zweiten Ehefrau auch wieder sein wirtschaftliches Engagement in der Touristikbranche und betrieb im Prinz-William-Sund das Ausflugsschiff  M/V Glacier Queen mit Fahrten zum Columbia-Gletscher. 1985 betrieb er als Eigner die M/V Klondike auf dem Yukon River zwischen Eagle und Dawson City im Yukon-Territorium. 1987 wurde die M/V Klondike nach Whittier verlegt, wo er die „26 Glacier Cruise“ durch die Gletscher des Prinz-William-Sund, einschließlich College Fjord, durchführte. Später baute und betrieb er die M/V Klondike Express, die er weiterhin von Whittier aus im Prinz-William-Sund fuhr. Er führte auch Tageskreuzfahrten in die Kenai Fjorde von Seward und Tracey Arm von Juneau aus durch. Er war ein aktiver Befürworter des Baus der Straße nach Whittier durch den Alaska-Railroad-Tunnel. Am 11. August 1988 kandidierte er für die Republikanische Partei noch einmal für ein Mandat im Senat, unterlag aber mit 6324 Stimmen (448 Prozent) dem Bewerber der Demokraten Pat Pourchot, auf den 7772 Stimmen (55,06 Prozent) entfielen.
Brad Phillips engagierte sich ferner als Vorsitzender der Bürgerrechtskommission (Civil Rights Commission), als Direktor der Anchorage Jaycees sowie als Direktor von Greater Anchorage, Inc. und war des Weiteren Mitglied der 1868 gegründeten Bruderschaft Benevolent and Protective Order of Elks. Er war zwei Mal verheiratet, und zwar in erster Ehe von 1949 bis zu deren Tode 1967 mit Patricia Dawn Shanly. Nach deren Tode heiratete er in zweiter Ehe Helen Starr. Nach seinem Tode wurde er auf dem Angelus Memorial Park in Anchorage bestattet.